# La Champenoise

La Champenoise este o comună în departamentul Indre, Franța. În 1 ianuarie 2022 avea o populație de 305 de locuitori.